# 大西洋軟首鱈
大西洋軟首鱈，為輻鰭魚綱鱈形目鼠尾鱈科的其中一種，分布於大西洋海域，屬深海底棲性魚類，深度140-1954公尺，本魚吻短且窄，觸鬚相當長，體色黑色，體長可達45公分，棲息在底層水域，以甲殼類為食，生活習性不明。

## 扩展阅读
維基物種上的相關：大西洋軟首鱈